# Équipe de Corée du Nord masculine de basket-ball
Maillots
Actualités
L'équipe de Corée du Nord de basket-ball est la sélection des meilleurs joueurs nord-coréens de basket-ball.

## Parcours aux Jeux olympiques
— aucune participation –

## Parcours aux Championnats du Monde
— aucune participation –

## Parcours aux Championnats d'Asie des Nations
— aucune participation avant 1991 –
- 1991 : 5e
- 1993 :  2e